# Near Dublin
Near Dublin è un cortometraggio muto del 1924 diretto da Ralph Ceder, prodotto da Hal Roach con Stan Laurel.
Il cortometraggio della durata di 20 minuti fu pubblicato l'11 maggio 1924.

## Trama
Stan è un postino in un villaggio irlandese ed è innamorato della bella ragazza del paese. Il suo rivale è un produttore di mattoni che produce sia per scopi edilizi che sociali, come quelli utilizzati da tutti gli uomini, donne e bambini irlandesi nei combattimenti. Stan viene sbattuto in prigione dal ceffo, con un'accusa inventata ma scappa e, in uno scontro con il rivale, viene messo KO con un colpo sulla testa. Il cattivo però viene incarcerato e Stan conquista l'affetto della donna.